# Fatuha Maheshpur
Fatuha Maheshpur – gaun wikas samiti w środkowej części Nepalu  w strefie Narajani w dystrykcie Rautahat. Według nepalskiego spisu powszechnego z 2001 roku liczył on 617 gospodarstw domowych i 4130 mieszkańców (2027 kobiet i 2103 mężczyzn).